# Pedro Alexandre Cavroé
Pedro Alexandre Cavroé (Lisboa, 1776 — Portugal, 1844) foi um escritor e arquiteto português.
Era filho do francês Agostinho Alexandre Cavroé, dono de uma oficina de marcenaria em Lisboa. Teve uma educação voltada tanto para a marcenaria como para a literatura. Foi redator de dois jornais em Lisboa, o Jornal de Belas Artes, ou Mnemósine Lusitana, relação patriótica, editado em 1816 e 1817 e dedicado a temas artísticos, e o Mnemósine Constitucional, periódico político editado entre 1820 e 1821.. Também é autor de poemas e peças teatrais. Também se encontra colaboração da sua autoria na Revista universal lisbonense (1841-1859).          
De tendências políticas liberais, em 1824 emigrou para o Brasil, onde foi nomeado arquiteto da Câmara Municipal e arquiteto da Casa Imperial. Não teve boa relação com os membros da chamada Missão Artística Francesa, e foi exonerado do cargo de arquiteto da Casa Imperial em 1830, acusado de furto de obras da Academia Imperial de Belas Artes.

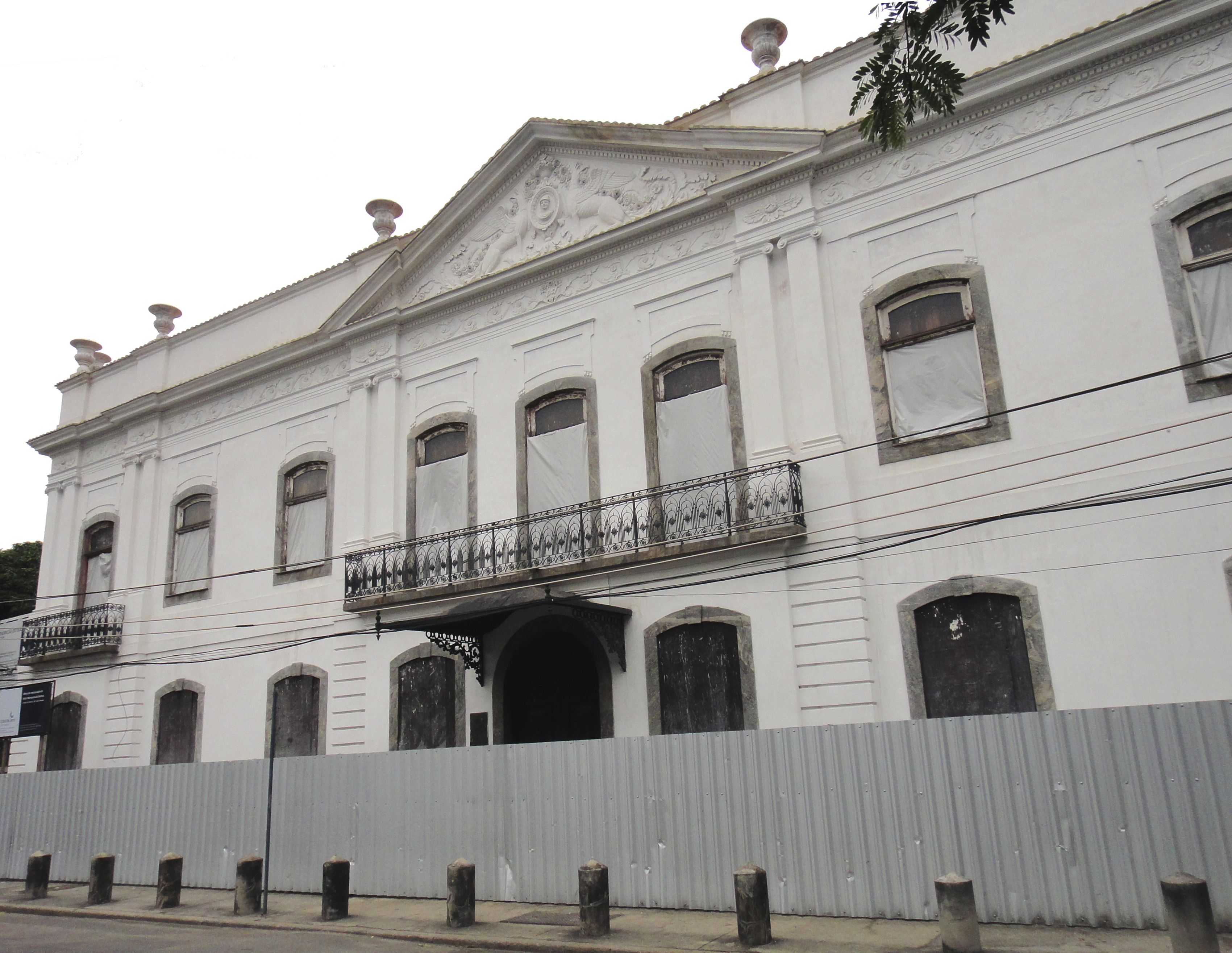
Palácio da Marquesa de Santos, em que trabalhou Cavroé.

Entre 1825 e 1826, completou a fachada da Capela Imperial com um frontão de pedra (demolido em 1922). Também foi o responsável pela construção da casa da Marquesa de Santos (atual sede do Museu do Primeiro Reinado) entre 1826 e 1829, segundo projeto do francês Pedro José Pézerat.
Cavroé reformulou o plano de numeração das ruas do Rio de Janeiro, aprovado a 21 de maio de 1824. As ruas passaram então a ter um lado par e outro ímpar.